# جزیره دیواره‌ای

نمایی از یک جزیره دیواره‌ای (به رنگ سبز روشن‌تر)

در دانش جغرافیا، جزیرهٔ دیواره‌ای یا جزیرهٔ سدی (به انگلیسی: barrier island) به جزیرهٔ ساحلی ماسه‌ای باریک و کشیده‌ای موازی با ساحل که دارای تل‌ماسه و پوشش گیاهی است، گفته می‌شود.

درازترین و عریض‌ترین جزیره سدی جهان جزیره پادره در تگزاس است.